# Taizé-Aizie
Taizé-Aizie é uma comuna francesa na região administrativa da Nova Aquitânia, no departamento de Charente. Estende-se por uma área de 14,81 km². Em 2010 a comuna tinha 585 habitantes (densidade: 39,5 hab./km²).